# 임정은
임정은(1981년 3월 31일 ~ )은 대한민국의 배우이다.

## 학력
- 사직초등학교 (졸업)
- 사직여자중학교 (졸업)
- 동호여자상업고등학교 (졸업)
- 경희대학교 연극영화학과 (졸업)

## 연기 활동

### 드라마
| 연도 | 방송사 | 제목                         | 역할            | 비고    |
| ---- | ------ | ---------------------------- | --------------- | ------- |
| 2005 | MBC    | 변호사들                     | 김세희          | 16부작  |
| 2006 | KBS2   | 구름계단                     | 오윤희          | 16부작  |
| 2007 | MBC    | 그라운드 제로                | 한유진          | 2부작   |
| 2008 | SBS    | 물병자리                     | 명은서          | 120부작 |
| 2008 | KBS2   | 바람의 나라                  | 세류            | 36부작  |
| 2009 | SBS    | 태양을 삼켜라                | 안미연          | 25부작  |
| 2010 | tvN    | 조선X파일 기찰비록           | 허윤이          | 12부작  |
| 2011 | JTBC   | 여자가 두번 화장할 때        | 수지            | 65부작  |
| 2012 | KBS2   | 적도의 남자                  | 최수미          | 20부작  |
| 2012 | KBS2   | KBS 드라마 스페셜 - 유리감옥 | 강수정          | 1부작   |
| 2013 | KBS2   | 루비 반지                    | 정루나 / 정루비 | 93부작  |
| 2019 | TV조선 | 바벨                         | 나영은          | 16부작  |
| 2020 | KBS2   | 한 번 다녀왔습니다           | 성현경          | 100부작 |

### 영화
- 2002년 《일단 뛰어》 ... 유진 역
- 2006년 《사랑하니까, 괜찮아》 ... 한미현 역
- 2007년 《궁녀》 ... 옥진 역
- 2007년 《내 사랑》 ... 수정 역
- 2012년 《음치클리닉》 ... 보라 역
- 2017년 《그래, 가족》 ... 희수 역
- 2019년 《무지개 여신》 ... 지연 역
- 2022년 《피는 물보다 진하다》 ... 지영 역

## 광고
- 한국P&G - 팬틴 PRO-V 바운시 볼륨 케어
- SK텔레콤 - 4G LTE

## 수상 및 후보
| 연도 | 시상식                      | 부문                       | 작품       | 비고 |
| ---- | --------------------------- | -------------------------- | ---------- | ---- |
| 2008 | SBS 연기대상                | 뉴스타상                   | 물병자리   | 수상 |
| 2012 | 제20회 대한민국문화연예대상 | 여자 조연상                | 음치클리닉 | 수상 |
| 2013 | KBS 연기대상                | 일일극부문 여자 우수연기상 | 루비 반지  | 후보 |